# Szu’ajb al-Humr Kabir
Szu’ajb al-Humr Kabir – wieś w Syrii, w muhafazie Aleppo. W 2004 roku liczyła 405 mieszkańców.